# Wsewolod Nestajko
Wsewolod Sinowijowytsch Nestajko (ukrainisch Всеволод Зіновійович Нестайко; 30. Januar 1930 in Berdytschiw, Oblast Schytomyr, Ukrainische SSR – 16. August 2014 in Kiew) war ein ukrainisch-sowjetischer Prosaschriftsteller, der Klassiker der modernen ukrainischen Kinderliteratur verfasste. Er ist vor allem für die Geschichte Stierkämpfer von Wasjukiwka bekannt, die in die Sonderliste der Andersen-Preise aufgenommen wurde.

## Leben
Als Kind bewunderte Nestajko zusammen mit seinem Nachbarn und Altersgenossen Witasik Djatschenko die Werke von Mykola Trublaini („Lachtak“, „Der Schoner Colomb“), Mark Twain („Die Abenteuer des Tom Sawyer“, „Die Abenteuer des Huckleberry Finn“), Jack London, Jules Verne, Anton Pawlowitsch Tschechow und Boris Schitkow. Die Freunde träumten davon, Kapitäne von Langstreckenseglern zu werden. Wie sich herausstellte, konnte Nestajko wegen seines besonderen Sehvermögens (Farbenblindheit) kein Seemann werden, aber sein Nachbar wurde Kapitän.
Nach seinem Schulabschluss trat er 1947 in die slawische Abteilung des Philologischen Instituts der  Staatlichen Schewtschenko-Universität Kiew ein.
Im Jahr 1950 begann Nestajko als Briefredakteur und Korrektor in der Kinderzeitschrift „Barwinok“ zu arbeiten. In „Barwinok“ begann er zu veröffentlichen und mit anderen Schriftstellern zu kommunizieren – Jurij Janowskyj, Pawlo Tytschyna, Natalija Sabila, Oksana Iwanenko, Maksym Rylskyj. Nach seinem Universitätsabschluss im Jahr 1952 arbeitete Nestajko in der Redaktion der Zeitschrift „Dnipro“ im Verlag „Jugend“. Von 1956 bis 1987 war er Chefredakteur des Kinderliteraturverlags „Wesselka“. 1956 erschien das erste Buch mit dem Titel „Schurka und Schurko“, und im selben Jahr trat Wsewolod dem Schriftstellerverband der UdSSR bei.
Im Nationalradio der Ukraine moderierte er die Sendung „Radiomärchen des Wsewolod Nestajko“.
In den letzten Monaten seines Lebens erkrankte er schwer an Diabetes. Er starb am 16. August 2014 im Alter von 84 Jahren und wurde zusammen mit seiner Frau auf dem Baikowe-Friedhof in Kiew beigesetzt.

## Familie
Denis Nestajko – Großvater, ein langjähriger Pfarrer der Stadt Butschatsch, Dekan der Butschatschische UGKK, eine bekannte ukrainische Persönlichkeit des öffentlichen Lebens der Stadt.
Julian Nestajko – Onkel, Porutschik (Leutnant) in der Armee der Ukrainischen Volksrepublik.
Sinowij Nestajko – Vater. Er kämpfte im Ersten Weltkrieg als Teil der Ukrainischen Legion. Darum wurde er in den 1930er Jahren verhaftet und starb dann in Haft.
Maria Dowhanjuk – Mutter des Schriftstellers. Sie unterrichtete russische Sprache und Literatur. Nach dem Tod seines Vaters in den 1930er Jahren zog sie mit ihrem Sohn nach Kiew, wo sie während der Nazi-Besatzung eine Schule gründete.
Switlana Schtscholokowa (1931–2015) – Ehefrau, Lehrerin an der Nationalen Taras-Schewtschenko-Universität Kiew.
Olena Maksimenko – Tochter, Literaturkritikerin, Linguistin, Kandidatin der philologischen Wissenschaften.
Wiktoria Nestajko – Enkelin, Linguistin, Germanistin, Dichterin.

## Werke
Wsewolod Nestajko veröffentlichte etwa 40 Bücher, Märchen und Theaterstücke. Seine Werke gehörten zur Schullektüre. Sie wurden in zwanzig Sprachen übersetzt. 
1964 erschien die erste Ausgabe der Trilogie Stierkämpfer von Wasjukiwka. 1979 wurde die Trilogie vom Internationalen Rat für Kinder- und Jugendliteratur als eines der herausragendsten Werke der Weltliteratur für Kinder in die Sonderliste der Andersen-Preise aufgenommen.
Viele Bücher von Nestaiko wurden verfilmt. Der Film Stierkämpfer von Wasjukiwka gewann den Grand Prix beim Filmfestival in München (1968). Nestaiko ist Preisträger zahlreicher Literaturpreise, insbesondere des Lesja-Ukrajinka-Preises (1982) sowie des Trublajini-Preises, des Kopylenko-Preises und der Auszeichnung „Goldener Schriftsteller der Ukraine“ (2012).
Durch das Dekret Nr. 53/2010 vom 20. Januar 2010 des ukrainischen Präsidenten Wiktor Juschtschenko wurde dem Schriftsteller der Orden des Fürsten Jaroslaw des Weisen verliehen.
- „Stierkämpfer von Wasjukiwka“ (Trilogie) (1973)
- „Im Land der sonnigen Hasen“ (Trilogie) (1994)
- „Witka Magellan“ (1975) – ein Theaterstück
- „Aleksij, Weselesik und der Feuervogel“ (1975) – ein Märchen
- „Eins mit der Täuschung“ (1976) – ein Roman
- „Die Abenteuer der Hrytska Polovinka“ (1978) – ein Roman
- „Die Abenteuer des Kranichs“ (1979) – ein Roman
- „Ungewöhnliche Abenteuer in der Waldschule“ (1981) – eine Kurzgeschicht
- „Wunder in Garbuzyany“ (1984) – ein Roman
- „Fünf mit dem Schwanz“ (1985) – ein Roman
- „Das Geheimnis von Witja Hase“ (1986) – ein Roman
- „Geheimkasten“ (1987) – ein Roman
- „Die Untersuchung geht weiter“ (1989) – eine Sammlung von Theaterstücken
- „Geheimnisvolle Stimme dahinter“ (1990) – eine Sammlung von Detektivgeschichten
- „Die Märchenabenteuer des Hraylik“ (1994) – eine Geschichte
- „Tschorli“ (1995) – ein Märchen
- „Die Schmiede des Glücks oder der Neujahrsdetektiv“ (~2003) – eine Detektivgeschichte;
- „Zauberbrille“ (2006) – ein Märchen
- „Die neuesten Abenteuer von Kosi Wukchan und Kolka Kolytschka“ (2009) – eine Fortsetzung der Geschichte.
- „Die erstaunlichen Abenteuer einer ungewöhnlichen Prinzessin“ (2010) – ein Märchen